# Цілком таємно (сезон 9)
Дев'ятий сезон американського фантастичного телесеріалу «Цілком таємно» стартував 11 листопада 2001 року на телеканалі Fox. Серіал продовжує оповідати історію спеціальних агентів Федерального бюро розслідувань (ФБР) — Фокса Малдера (Девід Духовни) та Дейни Скаллі (Джилліан Андерсон). Головні герої займаються розслідуванням справ, що стосуються паранормальних і загадкових явищ, знані як справи з грифом «X».

## У ролях

### Головні ролі
- Джилліан Андерсон — Дейна Скаллі
- Роберт Патрік — Джон Доггетт
- Аннабет Гіш — Моніка Рейес
- Мітч Піледжі — Волтер Скіннер
- Девід Духовни — Фокс Малдер

### Другорядні ролі
- Джеймс Пікенс[en] — Елвін Керш
- Ніколас Ліа — Алекс Крайчек
- Вільям Брюс Девіс — Курець
- Кері Елвес — Бред Фоллмер
- Том Брейдвуд — Мелвін Фрогікі
- Брюс Гарвуд[en] — Джон Фітцджеральд Байєрс
- Дін Гаґлунд[en] — Річард Ленглі
- Алан Дейл — Людина з зубочисткою
- Адам Болдвін — Кновлі Рорер
- Джефф Гулка — Гібсон Прайз
- Шейла Ларкен[en] — Маргарет Скаллі
- Люсі Лоулес — Шеннон Макмен
- Кріс Оуенс[en] — Джефрі Спендер
- Лорі Голден — Маріта Коваррубіас
- Майкл Маккін — Морріс Флетчер
- Стівен Вільямс — Ікс

## Епізоди
Епізоди позначені подвійним хрестиком () належать до міфології серіалу.
| № п/п | № в сезоні | Назва                                                                               | Режисер         | Сценарист                                                                  | Оригінальний показ | Оригінальний показ українською | Код    | Рейтинг |
| ----- | ---------- | ----------------------------------------------------------------------------------- | --------------- | -------------------------------------------------------------------------- | ------------------ | ------------------------------ | ------ | ------- |
| 183   | 1          | «Nothing Important Happened Today » · «Нічого особливого сьогодні не сталося»       | Кім Меннерс     | Кріс Картер, Френк Спотніц                                                 | 11 листопада 2001  | TBD                            | 9ABX01 | 10.6    |
| 184   | 2          | «Nothing Important Happened Today II » · «Нічого особливого сьогодні не сталося II» | Тоні Вармбі     | Кріс Картер, Френк Спотніц                                                 | 18 листопада 2001  | TBD                            | 9ABX02 | 9.4     |
| 185   | 3          | «Dæmonicus» «Сатана»                                                                | Френк Спотніц   | Френк Спотніц                                                              | 2 грудня 2001      | TBD                            | 9ABX03 | 8.7     |
| 186   | 4          | «4-D»                                                                               | Тоні Вармбі     | Стевен Маеда                                                               | 9 грудня 2001      | TBD                            | 9ABX05 | 8.9     |
| 187   | 5          | «Lord of the Flies» «Повелитель мух»                                                | Кім Меннерс     | Томас Шнауз                                                                | 16 грудня 2001     | TBD                            | 9ABX06 | 9.9     |
| 188   | 6          | «Trust No 1 » · «Не вір нікому»                                                     | Тоні Вармбі     | Кріс Картер, Френк Спотніц                                                 | 6 січня 2002       | TBD                            | 9ABX08 | 8.4     |
| 189   | 7          | «John Doe» «Джон Доу»                                                               | Мішель Макларен | Вінс Гілліган                                                              | 13 січня 2002      | TBD                            | 9ABX07 | 8.7     |
| 190   | 8          | «Hellbound» «Крокуючий до пекла»                                                    | Кім Меннерс     | Девід Аманн                                                                | 27 січня 2002      | TBD                            | 9ABX04 | 7.8     |
| 191   | 9          | «Provenance » · «Походження»                                                        | Кім Меннерс     | Кріс Картер, Френк Спотніц                                                 | 3 березня 2002     | TBD                            | 9ABX10 | 9.7     |
| 192   | 10         | «Providence » · «Провидіння»                                                        | Кріс Картер     | Кріс Картер, Френк Спотніц                                                 | 10 березня 2002    | TBD                            | 9ABX11 | 8.4     |
| 193   | 11         | «Audrey Pauley» «Одрі Полі»                                                         | Кім Меннерс     | Стевен Маеда                                                               | 17 березня 2002    | TBD                            | 9ABX13 | 8.0     |
| 194   | 12         | «Underneath» «Низина»                                                               | Джон Шібан      | Джон Шібан                                                                 | 31 березня 2002    | TBD                            | 9ABX09 | 7.3     |
| 195   | 13         | «Improbable» «Неймовірно»                                                           | Кріс Картер     | Кріс Картер                                                                | 7 квітня 2002      | TBD                            | 9ABX14 | 9.1     |
| 196   | 14         | «Scary Monsters» «Страшні монстри»                                                  | Двайт Літтл     | Томас Шнауз                                                                | 14 квітня 2002     | TBD                            | 9ABX12 | 8.2     |
| 197   | 15         | «Jump the Shark» «Стрибок акули»                                                    | Кліфф Боле      | Вінс Гілліган, Джон Шібан, Френк Спотніц                                   | 21 квітня 2002     | TBD                            | 9ABX15 | 8.6     |
| 198   | 16         | «William » · «Вільям»                                                               | Девід Духовни   | Сюжет: Девід Духовни, Френк Спотніц, Кріс Картер Телесценарій: Кріс Картер | 28 квітня 2002     | TBD                            | 9ABX17 | 9.3     |
| 199   | 17         | «Release» «Звільнення»                                                              | Кім Меннерс     | Сюжет: Джон Шібан, Девід Аманн Телесценарій: Девід Аманн                   | 5 травня 2002      | TBD                            | 9ABX16 | 7.8     |
| 200   | 18         | «Sunshine Days» «Сонячні дні»                                                       | Вінс Гілліган   | Вінс Гілліган                                                              | 12 травня 2002     | TBD                            | 9ABX18 | 10.4    |
| 201   | 19         | «The Truth » · «Істина»                                                             | Кім Меннерс     | Кріс Картер                                                                | 19 травня 2002     | TBD                            | 9ABX19 | 13.25   |
| 202   | 20         | «The Truth » · «Істина»                                                             | Кім Меннерс     | Кріс Картер                                                                | 19 травня 2002     | TBD                            | 9ABX20 | 13.25   |

## Прийом

### Нагороди та номінації
| Рік  | Нагорода                   | Категорія                                                     | Номінація                                                    | Результат |
| ---- | -------------------------- | ------------------------------------------------------------- | ------------------------------------------------------------ | --------- |
| 2001 | «Супутник»                 | Найкраща акторка драматичного серіалу                         | Джилліан Андерсон за роль Дейни Скаллі                       | Номінація |
| 2002 | «Прайм-тайм премія „Еммі“» | Найкраща музична композиція в серіалі                         | Марк Сноу за епізод «Істина»                                 | Номінація |
| 2002 | «Сатурн»                   | Найкращий ефірний телесеріал                                  | «Цілком таємно»                                              | Номінація |
| 2002 | «Сатурн»                   | Найкращий актор на телебаченні                                | Роберт Патрік за роль Джона Доггетта                         | Номінація |
| 2002 | «Сатурн»                   | Найкраща акторка на телебаченні                               | Джилліан Андерсон за роль Дейни Скаллі                       | Номінація |
| 2002 | «Сатурн»                   | Найкраща акторка другого плану на телебаченні                 | Аннабет Гіш за роль Моніки Рейес                             | Номінація |
| 2003 | «Молодий актор»            | Найкращий запрошений актор у серіалі - десяти років і молодше | Гевін Фінк за роль Томмі Конлона в епізоді «Страшні монстри» | Перемога  |

## Реліз на DVD
| The X-Files — The Complete Ninth Season                                                                                             | | | | | | | |
| Деталі | Деталі | Деталі | Деталі | Особливості | Особливості | Особливості | Особливості |
| - 20 епізодів - 7 дисків - 1.78:1 співвідношення сторін - Субтитри: англійська, іспанська - Англійська (Dolby Digital 2.0 Surround) | - 20 епізодів - 7 дисків - 1.78:1 співвідношення сторін - Субтитри: англійська, іспанська - Англійська (Dolby Digital 2.0 Surround) | - 20 епізодів - 7 дисків - 1.78:1 співвідношення сторін - Субтитри: англійська, іспанська - Англійська (Dolby Digital 2.0 Surround) | - 20 епізодів - 7 дисків - 1.78:1 співвідношення сторін - Субтитри: англійська, іспанська - Англійська (Dolby Digital 2.0 Surround) | - Документальний фільм «Правда про дев'ятий сезон» - Документальний фільм «Істина» - Аудіо-коментарі (Dolby Digital 2.0 Stereo): - «Неймовірно» — Кріс Картер - «Стрибок акули» — Вінс Гілліган, Френк Спотніц, Джон Шібан - «Істина» — Кім Меннерс - 9 кліпів спецефектів - 10 видалених сцен - Профілі персонажів - 38 телевізійних рекламних ролики | - Документальний фільм «Правда про дев'ятий сезон» - Документальний фільм «Істина» - Аудіо-коментарі (Dolby Digital 2.0 Stereo): - «Неймовірно» — Кріс Картер - «Стрибок акули» — Вінс Гілліган, Френк Спотніц, Джон Шібан - «Істина» — Кім Меннерс - 9 кліпів спецефектів - 10 видалених сцен - Профілі персонажів - 38 телевізійних рекламних ролики | - Документальний фільм «Правда про дев'ятий сезон» - Документальний фільм «Істина» - Аудіо-коментарі (Dolby Digital 2.0 Stereo): - «Неймовірно» — Кріс Картер - «Стрибок акули» — Вінс Гілліган, Френк Спотніц, Джон Шібан - «Істина» — Кім Меннерс - 9 кліпів спецефектів - 10 видалених сцен - Профілі персонажів - 38 телевізійних рекламних ролики | - Документальний фільм «Правда про дев'ятий сезон» - Документальний фільм «Істина» - Аудіо-коментарі (Dolby Digital 2.0 Stereo): - «Неймовірно» — Кріс Картер - «Стрибок акули» — Вінс Гілліган, Френк Спотніц, Джон Шібан - «Істина» — Кім Меннерс - 9 кліпів спецефектів - 10 видалених сцен - Профілі персонажів - 38 телевізійних рекламних ролики |
| Дати виходу | | | | | | | |
| Регіон 1 | Регіон 1 | Регіон 2 | Регіон 2 | Регіон 4 | Регіон 4 | | |
| 11 травня 2004 | 11 травня 2004 | 7 червня 2004 | 7 червня 2004 | 27 липня 2004 | 27 липня 2004 | | |